# Bački Sokolac
Bački Sokolac (cyr. Бачки Соколац) – wieś w Serbii, w Wojwodinie, w okręgu północnobackim, w gminie Bačka Topola. W 2011 roku liczyła 480 mieszkańców.